# Gitans
Cet article concerne le groupe ethnique tzigane. Pour les articles homonymes, notamment d'œuvres, voir Le Gitan et Les Gitans.
Les Gitans ou Kalés (Gitanos en espagnol) sont un groupe ethnique tzigane.

## Origines
Longtemps restée floue, l'origine des Tziganes est peu à peu révélée par les chercheurs comme étant le nord-ouest de l'Inde,. Au IXe siècle au plus tard, ils quittent leur région d'origine pour se retrouver en Grèce (Péloponnèse)[réf. nécessaire]. Les voyageurs italiens ont ensuite donné comme nom à cet endroit « La Petite Égypte » et leurs habitants Egyptianos, qui donnera Gitanos en espagnol, puis « Gitans » en français, puis Ciganos en portugais. Le terme anglais de Gypsy partage la même étymologie.
Les Gitans sont également présents dans le Midi de la France depuis le Moyen Âge, notamment à Perpignan où ils se sont sédentarisés. Selon plusieurs sources, les premiers Gitans seraient arrivés en France dans l'Ain en 1419[source insuffisante],. Il existe aussi de nombreuses autres communautés gitanes à travers l'Hexagone, dont la grande majorité est également sédentaire.

## Localisation des groupes tziganes

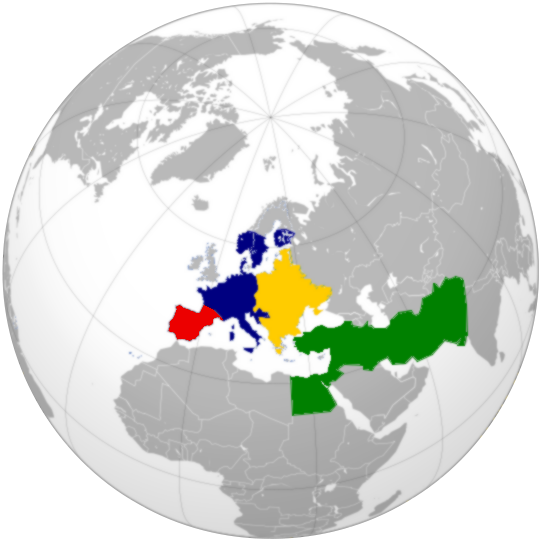
Les différents peuples Tziganes et leurs localisations dans le monde :
Gitans
Sinté/Manouches
Roms
Doms

Les Gitans sont un groupe ethnique tzigane. L'appellation « Gitans » désigne les Tziganes de la péninsule ibérique et du sud de la France.
Les Tziganes, après avoir quitté leur région d'origine, l'Asie du Sud, se sont séparés en plusieurs groupes dans plusieurs régions d'Europe, notamment :
- les Tziganes qui s’installent en Espagne et dans le Sud de la France sont appelés « Gitans »,
- les Tziganes d'Europe de l'Ouest sont appelés « Manouches » ou « Sinté »,
- les Tziganes d'Europe de l'Est, sont appelés « Roms »[14],
- les Doms, peuple indo-aryen du Moyen-Orient, constituent la branche orientale des Roms d'Europe, frères[Information douteuse] des Loms du Caucase. Ils sont parfois appelés « Dummi », « Nawar », « Kurbat » ou « Zott ».

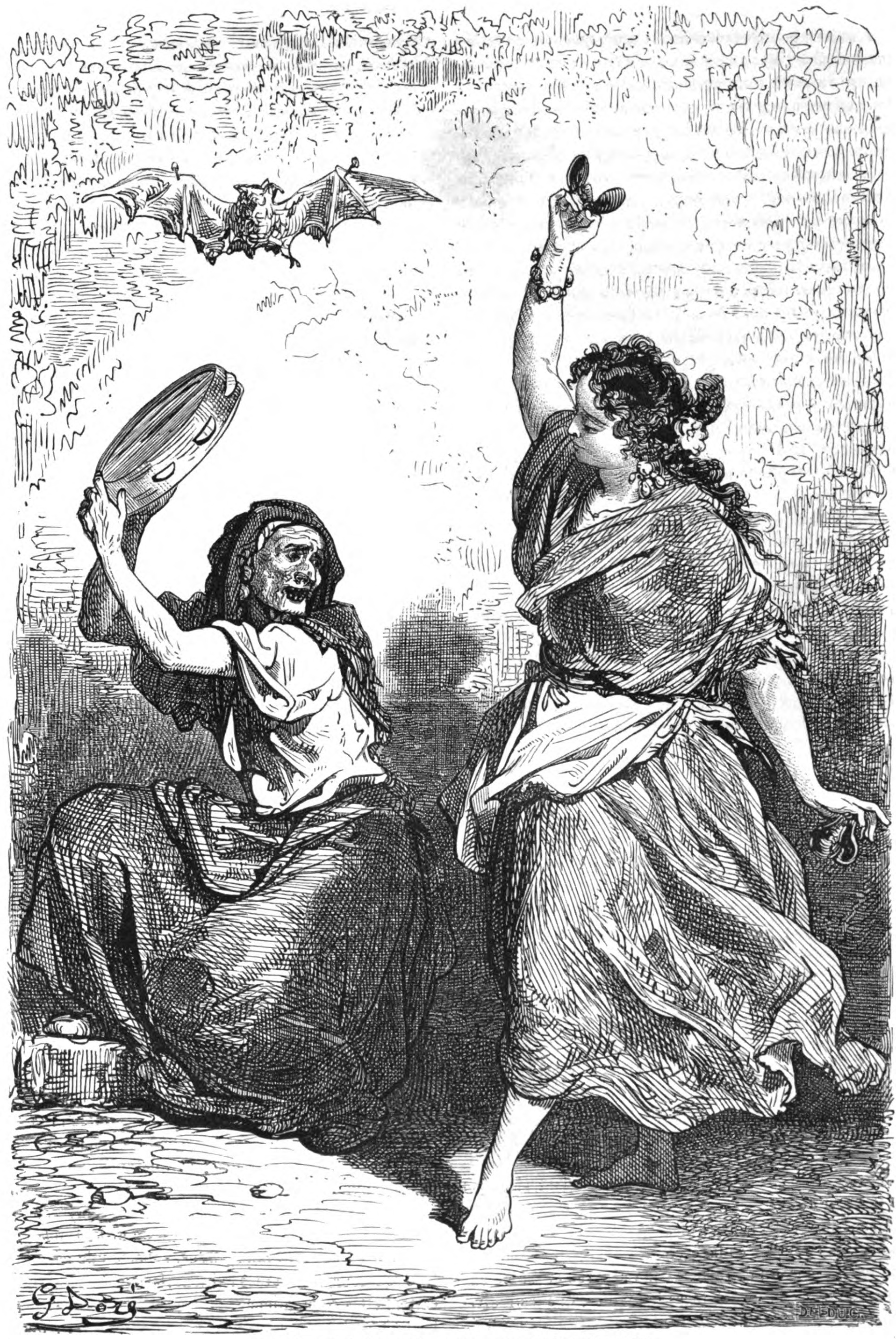
Gitane de Grenade dansant le zorongo (1864)

## Culture
Les Gitans ont acquis une certaine autonomie culturelle, malgré une forte pression d'adaptation subie depuis des siècles. Pendant la seconde guerre mondiale, ils ont été victimes du Porajmos (nom romani donné au génocide tsigane).
Traditionnellement, la vie des Gitans est réglée par une loi stricte : les plus âgés de chaque clan (famille) portent le rôle de chef (patriarche) et les anciens ont un poids très important et reconnu.
Généralement, les Gitans se marient jeunes, autour de 18 ans pour les garçons et entre 14 et 16 ans pour les filles.
Les jeunes filles qui se marient sont soumises à une coutume gitane ancestrale, « le test du mouchoir » ou « la cérémonie du mouchoir ». Il s'agit de vérifier la virginité de la jeune fille.
Chez les Manouches, il est d'usage de donner un « nom gitan » ou « romeno lap » à chaque individu, nom assorti de tabou, qui ne doit plus être prononcé une fois que la personne est morte afin de ne pas lui manquer de respect, et qui a longtemps été tenu secret au sein du seul groupe.   

## Langues

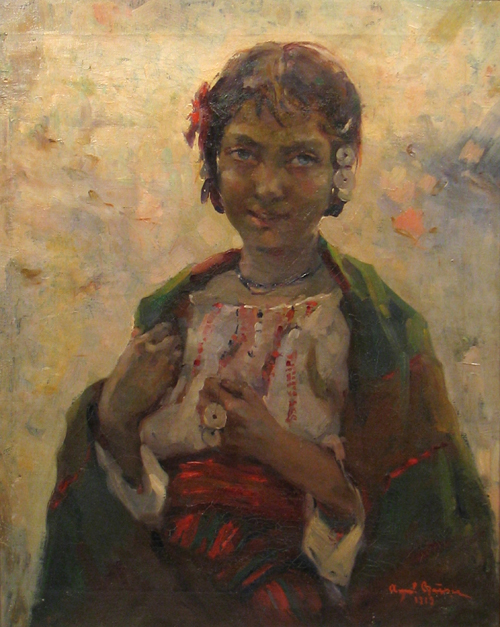
Gitane, Aurel Băeșu, Roumanie, 1919

La langue des Gitans, appelée caló, ou calo (orthographe rectifiée de 1990), est une langue mixte des langues romanes et du romani parlée en Espagne, au Portugal, dans le sud de la France, en Amérique latine et durant une période en Afrique du Nord, par des Gitans ibériques. Elle serait parlée par 65 000 à 170 000 locuteurs.
Elle est également appelée en castillan romaní español. Langue indo-européenne, fortement influencée par les langues romanes mais aussi le basque, elle comprend de nombreux dialectes : caló español, calão português (portugais), caló catalán, caló vasco ou erromintxela (basque), caló occitan (quasiment éteint, extrême sud de la France), et le calão brasileiro (brésilien).
Elle utilise le vocabulaire rom, la grammaire espagnole, présente de nombreux emprunts lexicaux à l'andalou et parfois aussi au catalan et est la source de nombreux mots en argot espagnol.

## Les Gitans auXXIesiècle

### Espagne
L'Espagne est le pays d'Europe qui accueille la plus grande communauté de Gitans. Au début du XXIe siècle, on y compterait environ 800 000 Gitans. L’Espagne est l'un des rares pays à avoir donné a cette communauté le statut de minorité nationale. Le gouvernement catalan a adopté depuis 2009 un plan d'action pour le développement de la population gitane,. Un tiers de la population gitane active serait salariée.

### France
La plupart des Gitans de France sont sédentaires, salariés, même si une « minorité visible » restée semi-nomade pratique le travail à la journée (par exemple dans les vergers à l'époque de la cueillette, dans le bâtiment, ou la ferraille),,.
Dans le Sud de la France, aux Saintes-Maries-de-la-Mer, se déroule chaque année les 24 et 25 mai un pèlerinage, appelé pèlerinage aux Saintes-Maries-de-la-Mer ou pèlerinage des Gitans.

### Portugal
Les statistiques ethniques sont interdites au Portugal mais selon les estimations, il y a entre 40 000 et 60 000 Gitans (ciganos en portugais) dans le pays. Cependant les relations entre Gitans et Portugais seraient tendues malgré plusieurs siècles de cohabitation. Les Gitans ne se seraient jamais intégrés au reste de la société portugaise et vivraient de petites activités dans le commerce ou le spectacle.
Le 24 juin est le jour national des Gitans au Portugal.

## Gastronomie gitane
- Glaizy, plat typique de la cuisine gitane[28].
- Fricot[29], un ragout de lapin.
- Sibet, un bourguignon revisité à la gitane.

## Personnalités gitanes
- Jacques Abardonado (1978-), footballeur français
- Carmen Amaya (1913-1963), danseuse espagnole
- Ricardo Baliardo dit Manitas de Plata (1921-2014), guitariste français
- Tonino Baliardo (v.1960-), membre de Gypsy Kings
- Camarón de la Isla (1950-1992), chanteur gitan espagnol, surnommé « le roi du flamenco »
- Diego el Cigala (1968-), chanteur espagnol
- Joaquín Cortés (1969-), danseur espagnol
- Andy Delort (1991-), footballeur algérien
- Alba Flores (1986-), actrice espagnole
- André-Pierre Gignac (1987-), footballeur français
- Zéphyrin Giménez Malla (1861-1936), martyr espagnol, bienheureux
- Kendji Girac (1996-), chanteur français
- Jane Kieffer (1901-1982), poétesse française
- Yohan Mollo (1989-), footballeur français
- Carlos Montoya (1903-1993), guitariste espagnol
- Ramón Montoya (1880-1949), guitariste espagnol
- Piche (1996-) : drag queen et performeuse française
- Ricardo Quaresma (1983-)[30], footballeur portugais
- André Reyes (1967-) : membre de Gypsy Kings
- François dit Canut Reyes (1954-) : membre de Gypsy Kings et Chico and the Gypsies
- Nicolas Reyes (1958-) : membre fondateur de Gypsy
- Téji Savanier (1991-), footballeur français
- Manuel Torre (1878-1933), chanteur espagnol

## Représentation dans l'art

### Peinture

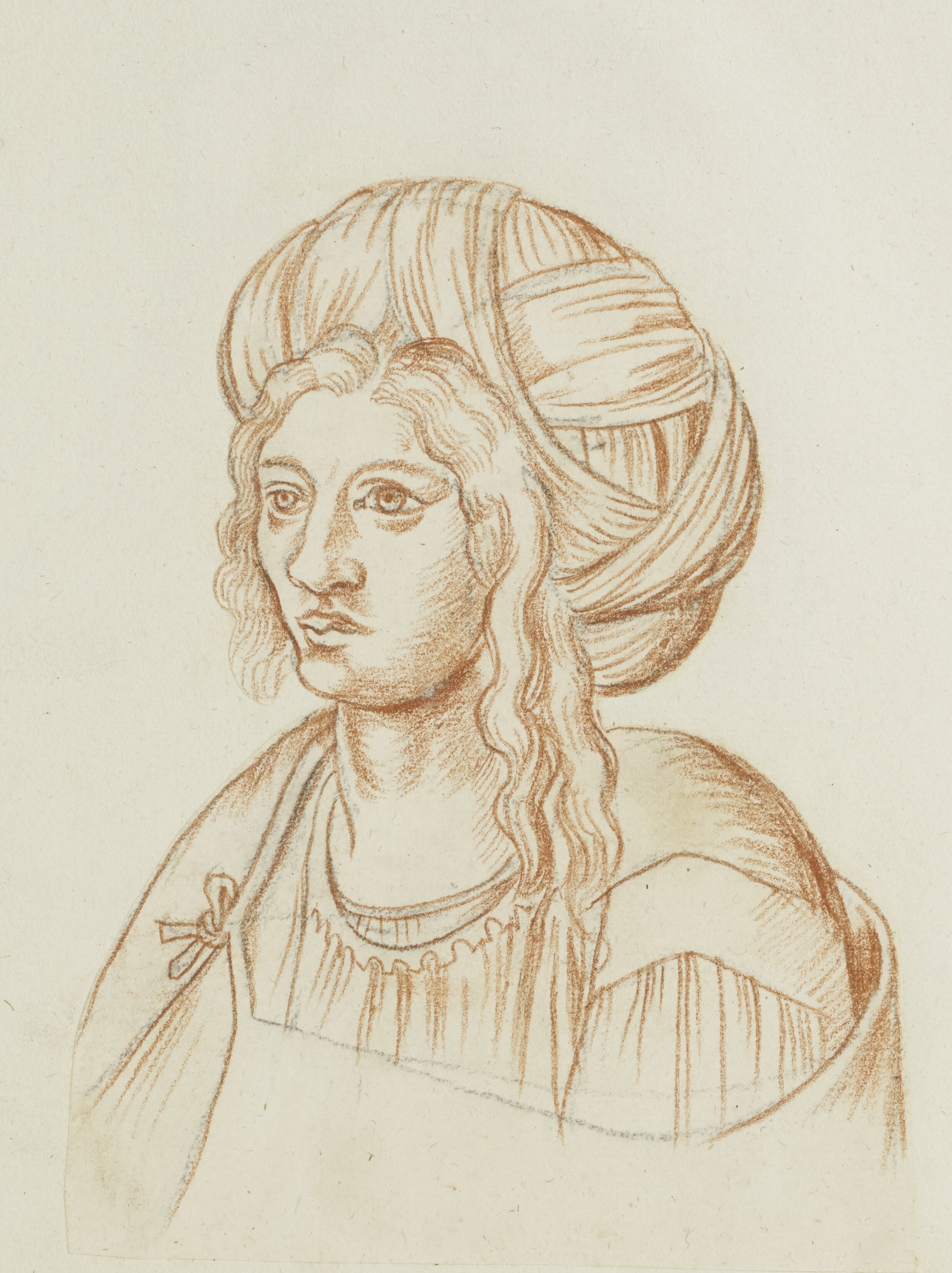
L'Egyptienne quy rendist la santé part art de medecine au roy d'Escoce abandonné des medecins, avant 1573, par Jacques Le Boucq.
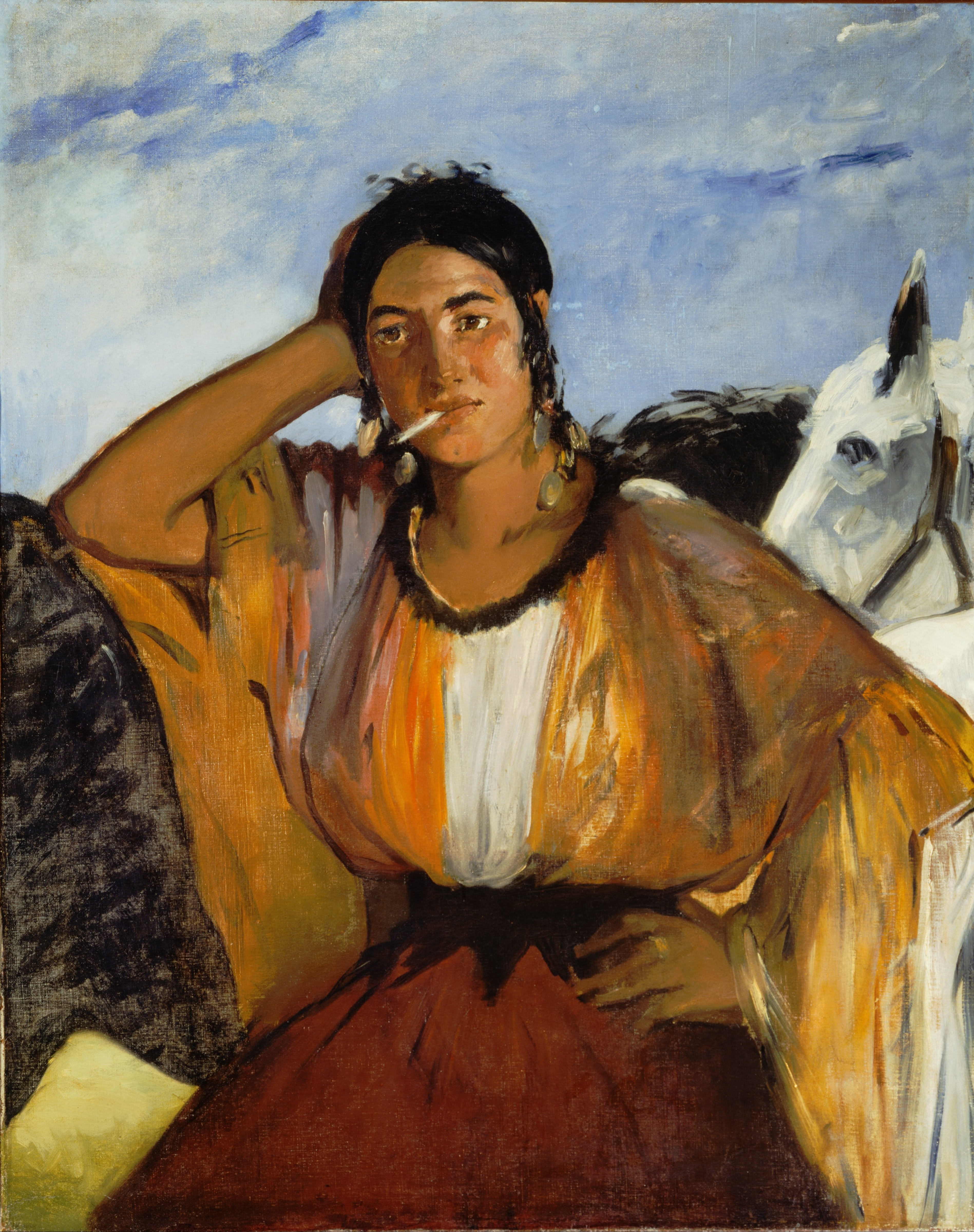
Gitane avec une cigarette, 1862, par Édouard Manet.
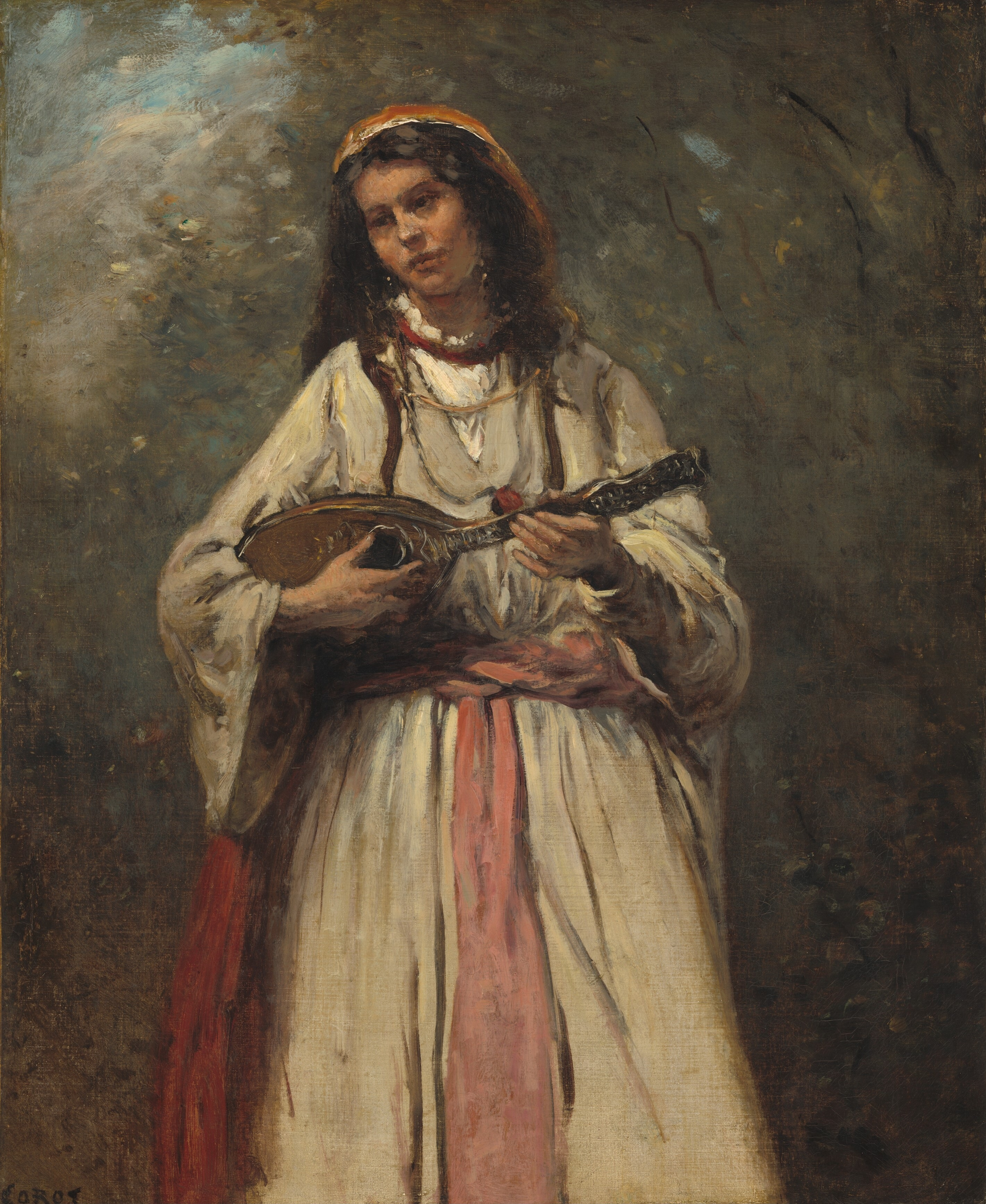
Gitane à la mandoline, vers 1870 Camille Corot National Gallery of Art
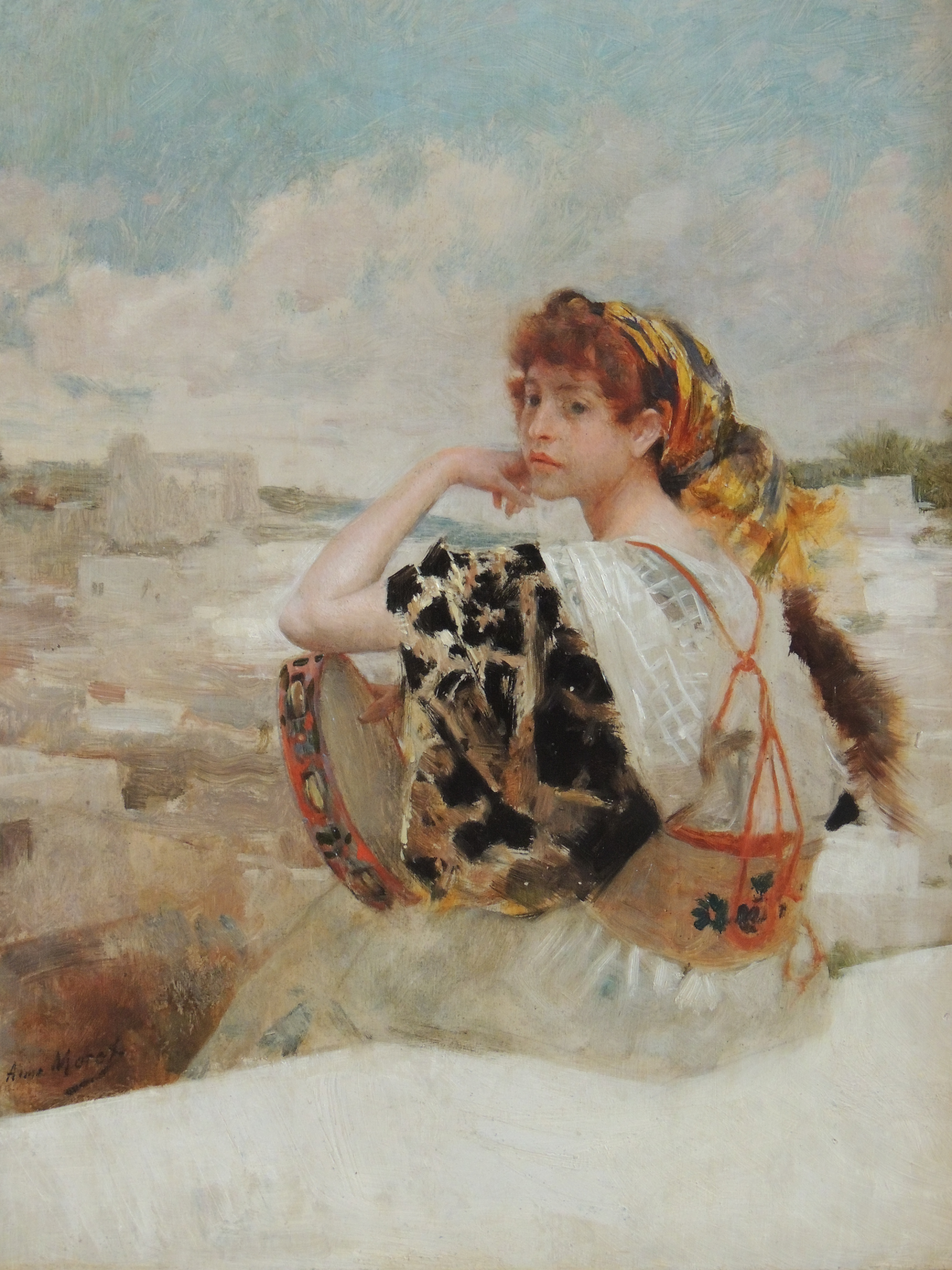
Gitane, vers 1870 Aimé Morot Musée des Beaux-Arts de Nancy
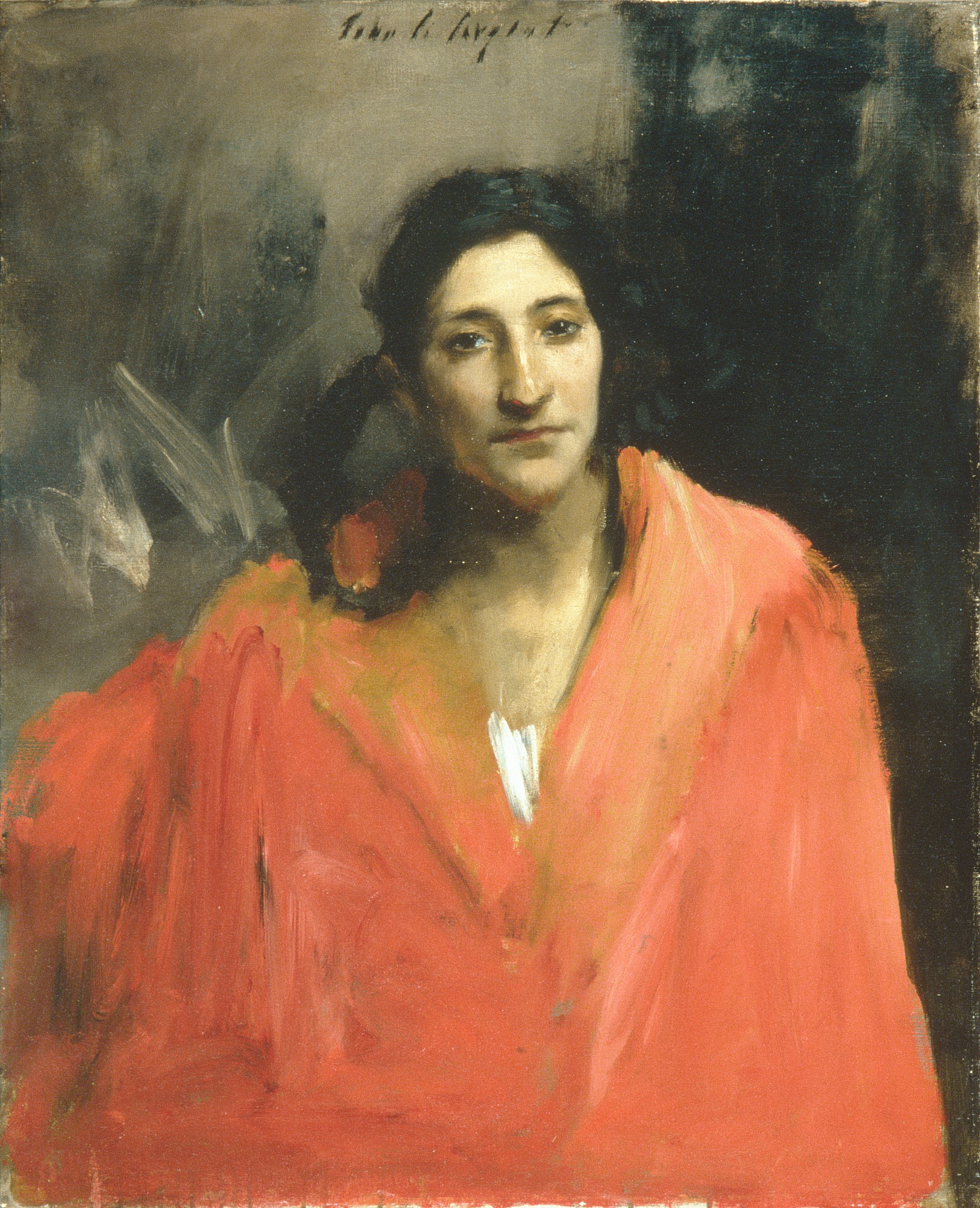
Gitane, 1870-1872, par John Singer Sargent (MET, New York).
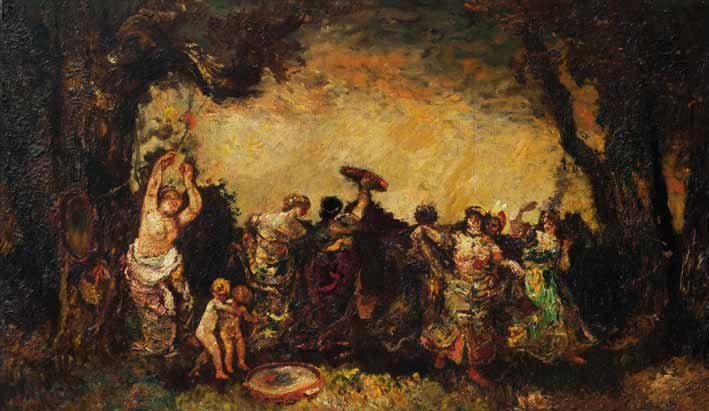
La Danse des gitans Adolphe Monticelli Collection privée
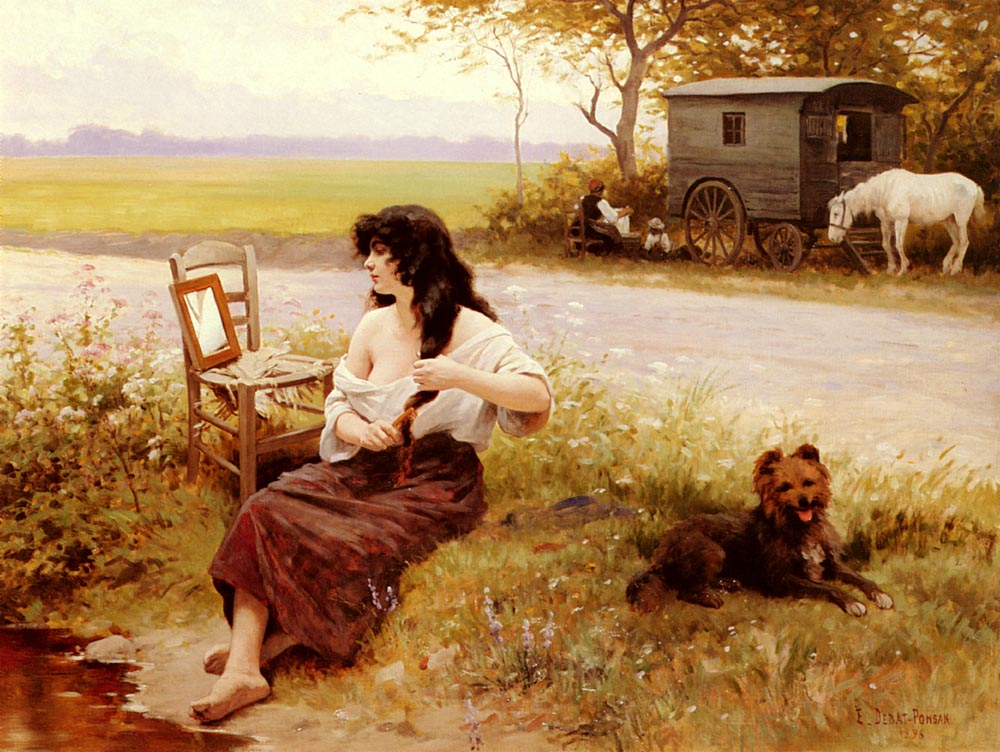
La Gitane à la toilette, 1896 Édouard Debat-Ponsan
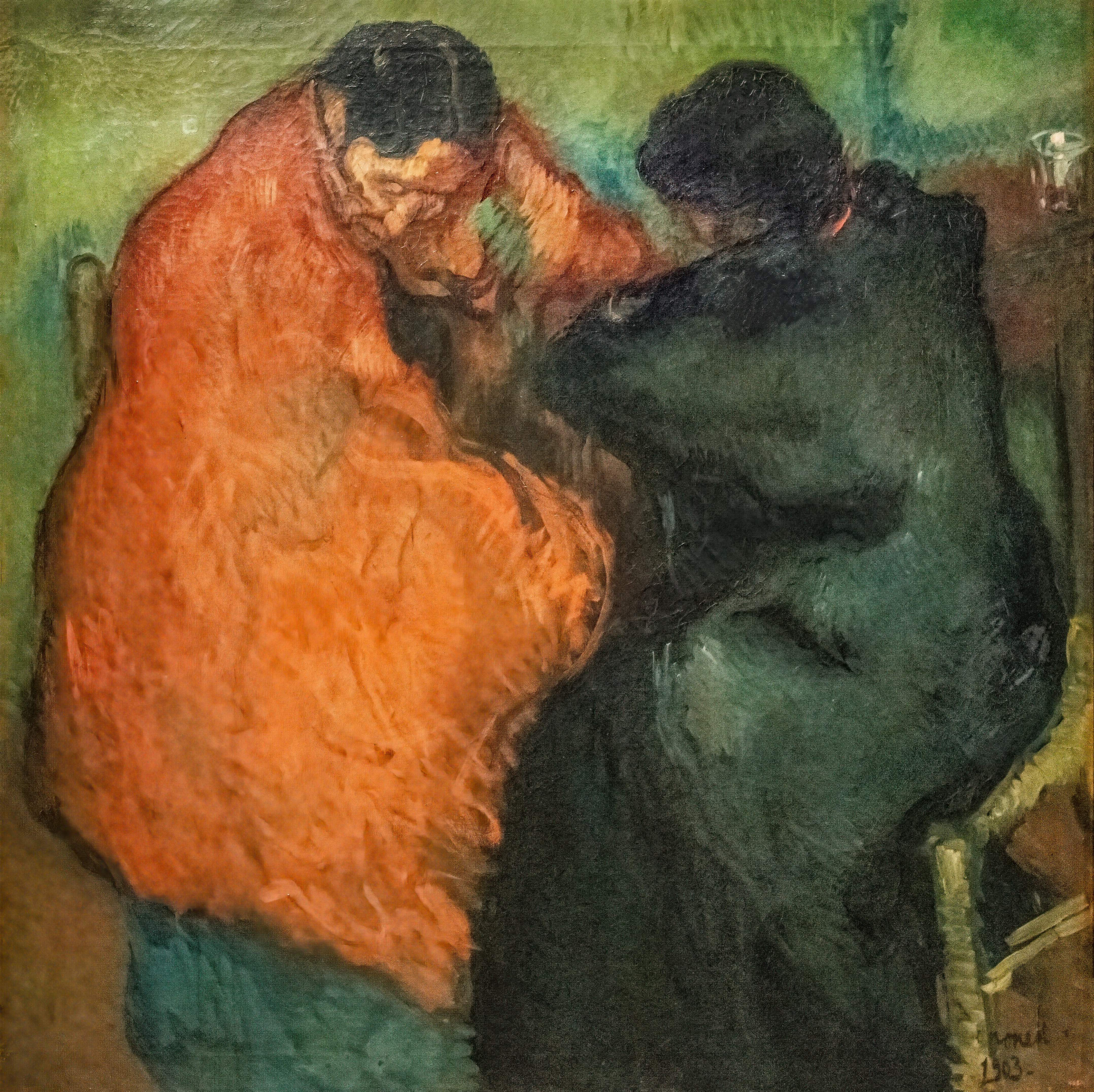
Deux gitanes, 1903 Isidre Nonell
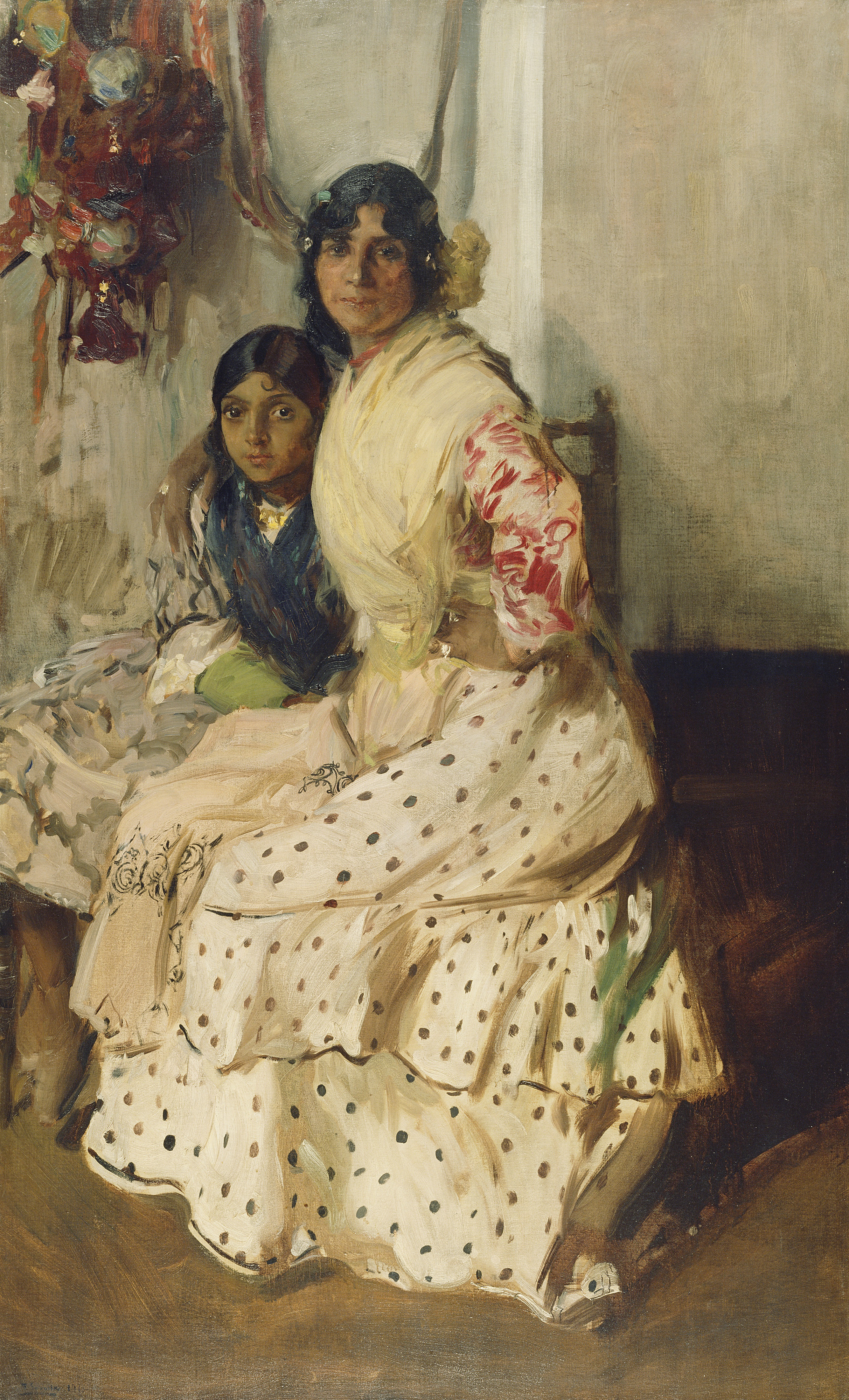
Pepilla la Gitane et sa fille, 1910 Joaquín Sorolla Getty Center, Los Angeles
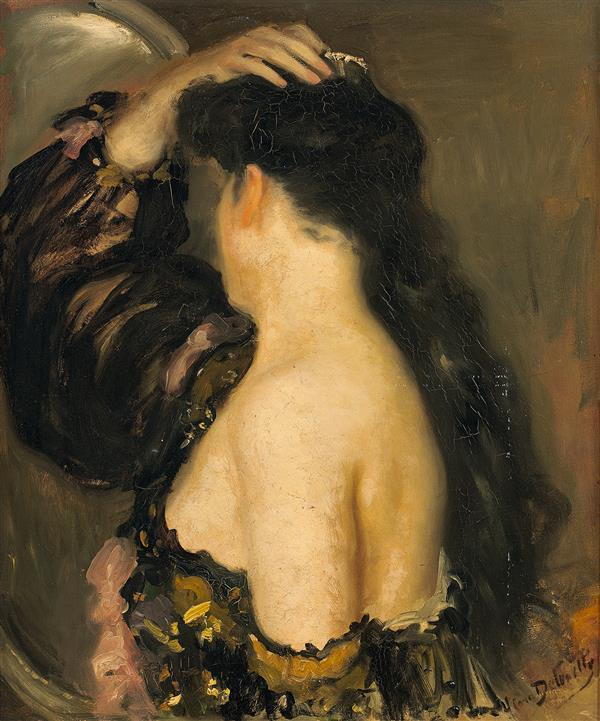
Gitane se recoiffant, vers 1920 Henry Caro-Delvaille Collection privée

### Littérature
- Carmen, Prosper Merimée, 1845.